# 小行星90288
小行星90288（90288 Dalleave）是一颗绕太阳运转的小行星，为主小行星带小行星。该小行星于2003年3月6日发现。
該小行星以義大利技術員塞爾吉奧·達勒·阿維（Sergio Dalle Ave）命名。

## 轨道参数
小行星90288的轨道半长轴为3.0961707 UA，离心率为0.143。